# بر أفتاب بشتكوه (بابويي)
بر أفتاب بشتکوه (بالفارسية: برآفتآب پشتکوه) هي قرية تقع في إيران في قسم بابويي الريفي. يقدر عدد سكانها بـ 100 نسمة بحسب إحصاء 2016.